# Igor Strzałek
Igor Strzałek (ur. 19 stycznia 2004 w Siedlcach) – polski piłkarz, występujący na pozycji pomocnika, od 2024 w Bruk-Bet Termalica Nieciecza (na wypożyczeniu z Legii Warszawa). Od 2023 reprezentant Polski U-19.

## Statystyki

### Klubowe
(aktualne na dzień 25 maja 2025)
| Klub                         | Sezon   | Liga        | Liga  | Liga   | Puchar krajowy | Puchar krajowy | Kontynentalne | Kontynentalne | Suma  | Suma   |
| Klub                         | Sezon   | Liga        | Mecze | Bramki | Mecze          | Bramki         | Mecze         | Bramki        | Mecze | Bramki |
| ---------------------------- | ------- | ----------- | ----- | ------ | -------------- | -------------- | ------------- | ------------- | ----- | ------ |
| Legia II Warszawa            | 2020/21 | III liga    | 2     | 0      | 0              | 0              | –             | –             | 2     | 0      |
| Legia II Warszawa            | 2021/22 | III liga    | 7     | 4      | 0              | 0              | –             | –             | 7     | 4      |
| Legia II Warszawa            | 2022/23 | III liga    | 13    | 1      | 1              | 0              | –             | –             | 14    | 1      |
| Legia II Warszawa            | 2023/24 | III liga    | 2     | 2      | 0              | 0              | –             | –             | 2     | 2      |
| Legia II Warszawa            | Łącznie | Łącznie     | 24    | 7      | 1              | 0              | 0             | 0             | 25    | 7      |
| Legia Warszawa               | 2021/22 | Ekstraklasa | 1     | 0      | 0              | 0              | –             | –             | 1     | 0      |
| Legia Warszawa               | 2022/23 | Ekstraklasa | 13    | 0      | 2              | 1              | –             | –             | 15    | 1      |
| Legia Warszawa               | 2023/24 | Ekstraklasa | 9     | 1      | 1              | 0              | 0             | 0             | 10    | 1      |
| Legia Warszawa               | 2024/25 | Ekstraklasa | 2     | 0      | 0              | 0              | 1             | 0             | 3     | 0      |
| Legia Warszawa               | Łącznie | Łącznie     | 25    | 1      | 3              | 1              | 1             | 0             | 29    | 2      |
| Stal Mielec                  | 2023/24 | Ekstraklasa | 10    | 0      | –              | –              | –             | –             | 10    | 0      |
| Bruk-Bet Termalica Nieciecza | 2024/25 | I liga      | 29    | 2      | 1              | 0              | –             | –             | 30    | 2      |
|                              | Łącznie | Łącznie     | 88    | 10     | 5              | 1              | 0             | 0             | 94    | 11     |

### Reprezentacyjne
(aktualne na dzień 9 lipca 2023)
Zawodnik nie rozegrał żadnego meczu w kadrze seniorskiej. Statystyki pochodzą z meczów reprezentacji U-19.
| Występy i gole w reprezentacji U-19 | Występy i gole w reprezentacji U-19 | Występy i gole w reprezentacji U-19 | Występy i gole w reprezentacji U-19 | Występy i gole w reprezentacji U-19 | Występy i gole w reprezentacji U-19 | Występy i gole w reprezentacji U-19 | Występy i gole w reprezentacji U-19 | Występy i gole w reprezentacji U-19    |
| Lp.                                 | Data                                | Miasto                              | Przeciwnik                          | Wynik                               | Czas                                | Gole                                | Inne                                | Rozgrywki                              |
| ----------------------------------- | ----------------------------------- | ----------------------------------- | ----------------------------------- | ----------------------------------- | ----------------------------------- | ----------------------------------- | ----------------------------------- | -------------------------------------- |
| 1.                                  | 08.02.2023                          | Tychy                               | Czechy U-19                         | 3:2 (2:1)                           | 1'–53'                              |                                     | asysta                              | mecz towarzyski                        |
| 2.                                  | 22.03.2023                          | Kraków                              | Izrael U-19                         | 1:1 (1:1)                           | 1'–78'                              |                                     |                                     | Eliminacje Mistrzostw Europy U-19 2023 |
| 3.                                  | 25.03.2023                          | Rączna                              | Łotwa U-19                          | 3:0 (2:0)                           | 1'–85'                              |                                     |                                     | Eliminacje Mistrzostw Europy U-19 2023 |
| 4.                                  | 28.03.2023                          | Rączna                              | Serbia U-19                         | 2:2 (0:1)                           | 45'–90'                             |                                     | asysta                              | Eliminacje Mistrzostw Europy U-19 2023 |
| 5.                                  | 03.07.2023                          | Paola                               | Portugalia U-19                     | 0:2 (0:1)                           | 59'–90'                             |                                     |                                     | Mistrzostwa Europy U-19 2023           |
| 6.                                  | 06.07.2023                          | Ta’ Qali                            | Malta U-19                          | 2:0 (0:0)                           | 1'–78'                              | Gol                                 |                                     | Mistrzostwa Europy U-19 2023           |
| 7.                                  | 09.07.2023                          | Ta’ Qali                            | Włochy U-19                         | 1:1 (1:1)                           | 1'–70'                              | Gol                                 |                                     | Mistrzostwa Europy U-19 2023           |

## Osiągnięcia

### Klubowe
(aktualne na dzień 6 lipca 2023)
- Puchar Polskiː 2022/2023